# ویلتز (رود)
رودخانه ویلتز (به انگلیسی: Wiltz (river)) رودخانه‌ای است که در لوکزامبورگ و بلژیک جریان دارد.